# Mia Hesse-Bernoulli
Maria «Mia» Hesse-Bernoulli, geboren als Maria Bernoulli (* 7. August 1868 in Basel; † 13. Mai 1963 in Bern), war eine der ersten professionellen Fotografinnen in der Schweiz mit eigenem Atelier in Basel. Sie war von 1904 bis 1923 die erste Ehefrau des deutschen Schriftstellers Hermann Hesse.

## Leben und Wirken
Mia Bernoullis Vater war der Notar Friedrich «Fritz» Bernoulli (1824–1913), ein direkter Nachkomme des Mathematikers Johann II. Bernoulli; ihre Mutter war Emilia Barbara Gengenbach (1831–1911). Mia war das vierte von acht Kindern des Ehepaares. Die Familie ermöglichte ihren Kindern eine gehobene Schulbildung. Mia liebte die Musik und war eine begabte und begeisterte Pianistin und Bergsteigerin.

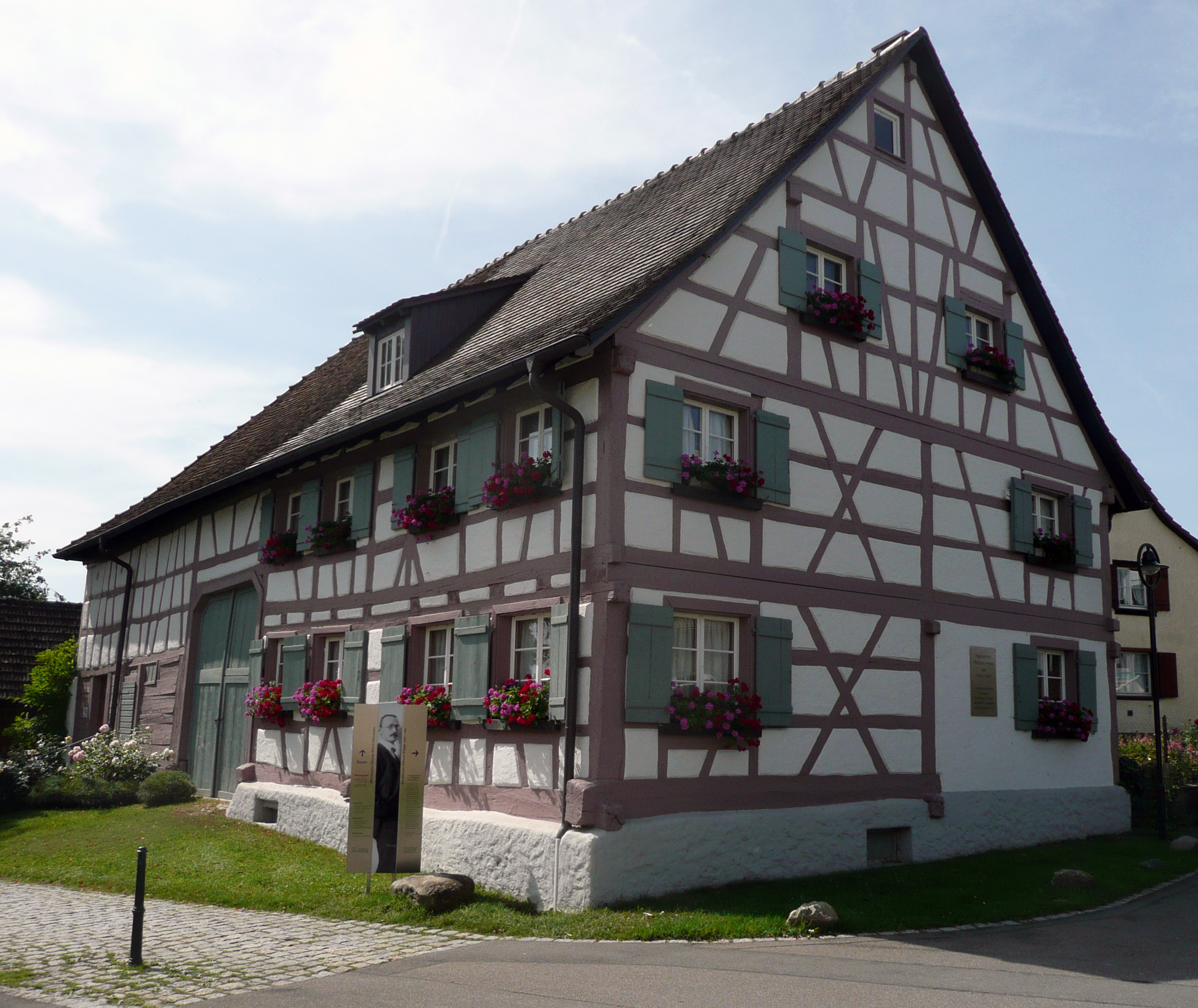
Hesse Wohnhaus in Gaienhofen

Völlig unüblich für ihre Zeit setzte sie bei ihren Eltern durch, dass sie eine Berufsausbildung zur Fotografin absolvieren durfte. Nachdem Franziska Möllinger bereits zwischen 1843 und 1845 als kommerzielle Fotografin bzw. Daguerreotypistin tätig gewesen war, wurde Bernoulli damit die erste Berufsfotografin mit formeller Ausbildung in der Schweiz und betrieb als Fotografenmeisterin zusammen mit ihrer Schwester Tuccia an der Bäumleingasse 18 in Basel ein eigenes Atelier. Sie widmete sich dort auch der experimentellen Kunstfotografie. Ihr Fotoatelier entwickelte sich zu einem Treffpunkt junger Künstler. Dort lernte sie im Jahr 1902 den neun Jahre jüngeren Hermann Hesse kennen, der zu jener Zeit noch als Buchhändler in Basel arbeitete. Gegen den Willen von Bernoullis Eltern wurden die beiden ein Paar. Sie begleitete Hesse auf seiner zweiten Italienreise. Nach Hesses erstem grossen schriftstellerischen Erfolg und seiner damit erworbenen finanziellen Unabhängigkeit heirateten die beiden am 2. August 1904.

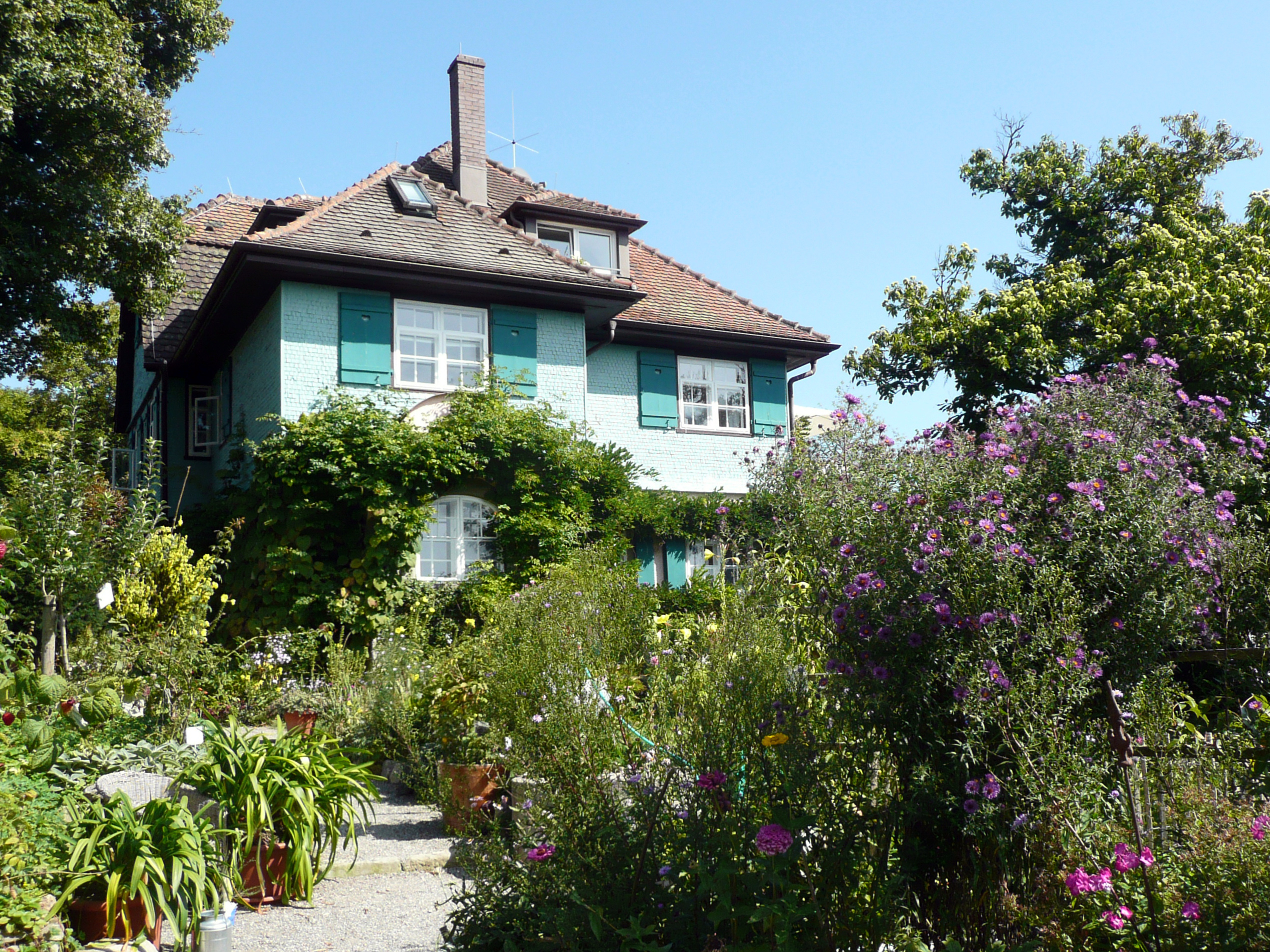
Das «Hermann-Hesse-Haus» in Gaienhofen, es heisst seit August 2019 «Mia-und-Hermann-Hesse-Haus»

Hesse-Bernoulli gab nach der Heirat ihre Berufstätigkeit auf und liess sich mit ihrem Ehemann in Gaienhofen am Bodensee nieder. Dort lebten sie zunächst in einem alten Bauernhaus.  1907 bezogen sie ein selbst entworfenes Haus auf einer Anhöhe westlich des Dorfes. 
Aus der Ehe mit Hesse gingen drei Söhne hervor: der Maler Bruno Hesse (1905–1999), der Dekorateur Heiner Hesse (1909–2003) und der Fotograf Martin Hesse (1911–1968).
Während ihr Ehemann immer öfter längere Auslandsreisen unternahm, vereinsamte seine Frau in der ländlichen Heimat, wo sie als die nobli Frau vu Basel («noble Frau aus Basel») Aussenseiterin blieb. 
Nach Hesses Rückkehr aus Indien im Jahr 1912 übersiedelte die Familie in die Schweiz nach Ostermundigen bei Bern. Dort lebten sie im Landhaus des verstorbenen Malers Albert Welti, den Hesse 1907 in München kennengelernt und danach des Öfteren in Ostermundigen besucht hatte. Doch konnte dieser Neuanfang die Ehe nicht retten. Das Ehepaar trennte sich 1918 nach Hesses Rückkehr aus dem Ersten Weltkrieg, 1923 wurde die Ehe geschieden. Mia Hesse-Bernoulli litt damals unter einer Nervenkrankheit und verbrachte längere Zeit in einer Heilanstalt. Die drei Söhne wurden deshalb zeitweilig in Pflegefamilien untergebracht.
Nach ihrer Genesung zog Hesse-Bernoulli nach Ascona im Kanton Tessin. Dort betrieb sie bis 1942 die «Casa Cedro», ein Holzchalet in der Via Collinetta, als Pension. Im Alter zog sie nach Bern, wo sie zunächst bei ihrem jüngsten Sohn Martin lebte. 1963 starb sie im Alter von 95 Jahren in einem Berner Altersheim.

## Würdigung postum
Mia Hesse-Bernoullis fotografische Arbeiten waren in der Öffentlichkeit lange Zeit unbekannt. Erst ein halbes Jahrhundert nach ihrem Tod wurden ihre Person und ihr Werk aus dem Schatten ihres berühmten Ehemannes hervorgeholt und in der Öffentlichkeit gewürdigt. Im Rahmen der «Hermann-Hesse-Tage 2013» wurden anlässlich ihres 50. Todestages in einer ausschliesslich ihrem Werk gewidmeten Sonderausstellung im «Hesse-Haus» in Gaienhofen erstmals Aufnahmen aus ihrer Atelierzeit in Basel gezeigt. Die Eigentümer des «Hesse-Hauses» gründeten einen «Arbeitskreis Mia Hesse», der ihr Leben und ihre künstlerische Arbeit erforscht und darüber berichtet. 2013 folgten weitere Ausstellungen, vor allem in der Schweiz, wie beispielsweise im Jahr 2015 in der «Frauenbibliothek und Fonothek Wyborada» in St. Gallen.